# Platycheirus kashmiricus
Platycheirus kashmiricus är en tvåvingeart som beskrevs av Nielsen 2004. Platycheirus kashmiricus ingår i släktet fotblomflugor, och familjen blomflugor. Inga underarter finns listade i Catalogue of Life.